# Panmíxia
Panmíxia (o panmixis) significa aparellament total, a l'atzar.
Una població panmíctica és aquella on tots els individus són parelles sexuals potencials. Això assumeix que no hi ha restriccions en l'aparellament, ni de tipus genètic ni de comportament sobre la població i, per tant, que és possible qualsevol recombinació. L'efecte Wahlund assumeix que la població total és panmíctica.
Per tant, les parelles potencials tenen la mateixa oportunitat de ser seleccionades. L'aparellament aleatori és un factor que assumeix el Principi de Hardy-Weinberg i és diferent de la manca de selecció natural.